# Oglaf
Oglaf — комедийный веб-комикс откровенно сексуального характера, выпускаемый австралийцами Труди Купер и Дагом Бэйном.

## Авторство и публикации
Oglaf выпускают Труди Купер и Даг Бэйн, хотя это и не указано нигде на сайте комикса. Рецензент Шэнон Гаррити писала в 2012-м, что комикс был «технически анонимным, но мгновенно узнаваемым» как работа Купер и Бэйна. Статья Sequential Tart 2013 года отмечает, что «сайт Oglaf’а не говорит, кто его создаёт», а статья 2016 года в Paste Magazine называет автором комикса «Бодила Бодилсона». Страница Oglaf’a на Patreon говорит, что создателями комикса являются «Труди & Даг», и только печатная версия комикса подписана полными именами авторов.
Ранее Купер и Бэйн уже работали вместе — над комиксом Platinum Grit. Помимо комиксов Бэйн известен работами на австралийском телевидении, включая комедийное шоу Double the Fist.
Новый комикс публикуется онлайн каждое воскресенье. Существует также печатная версия. Первые два сборника в книжном формате были выпущены TopatoCo, средства на издание третьей книги были собраны при помощи краудфандинга на Kickstarter в июле и августе 2020 года.

## Сеттинг и стиль
Действие комикса происходит в мире фэнтези, обозреватель для ComicsAlliance охарактеризовал его как «мир, созданный помещением всех существующих фэнтези-миров в блендер и смешиванием в пюре». Oglaf не имеет всеобъемлющего сюжета, хотя имеет много повторяющихся персонажей и сюжетных линий. В нём много откровенных сексуальных сцен, обозреватели описывали комикс как «действительно, ДЕЙСТВИТЕЛЬНО порнографический» и «в высшей степени, необычайно NSFW». Сами авторы на сайте пишут, что комикс «был начат как попытка сделать порнографию [и] практически сразу скатился в секс-комедию». Комикс начинается с истории мужчины по имени Иван, который является учеником садистки-чародейки, запрещающей ему мастурбировать и наложившей на него заклятие, в результате которого его семя оживает после эякуляции и докладывает чародейке о нарушении запрета. В сюжетных линиях встречаются мускулистые варвары, сексуальные наёмницы, перевёртыши, нежить, говорящие деревья, фонтан молодости, зачарованные части тел, магические секс-игрушки и сексуально неудовлетворённая Снежная королева.

## Восприятие
Inverse похвалил Oglaf за изображение гендера и сексуальности. The Escapist отметил гармоничное включение цветных и LGBTQA персонажей без лишних акцентов на этом. В списке лучших веб-комиксов 2013 года NJ.com назвал Oglaf лучшим комиксом категории только для взрослых. В 2016 году Oglaf получил награду Silver Ledger австралийской премии The Ledger Awards, присуждаемой за «достижения в австралийском искусстве комиксов и издательском деле». В рейтинге ComicsAlliance 2016 года комикс был назван лучшим в категории Романтика и Эротика.
Рецензент ComicsAlliance назвал Oglaf «одной из самых смешных непристойностей в сети» и сказал: «представьте, что самый смешной знакомый вам гик очень старался написать магическое порно, но результат получился до слёз смешным. Это и есть Oglaf…настолько грязный, как он есть, [он] как-то умудряется быть одним из самых светлых и оптимистичных комиксов, наполненных сексом, который вы, вероятно, когда-либо найдёте». Обозреватель io9 писала: «это веб-комикс, который полностью раскрывает весь извращённый потенциал жанра высокого фэнтези — идеальный комикс для тех, кто любит сальные шутки с прилагающимися мечами и сексуально озабоченным волшебством», а также отметила, что Oglaf заслуживает быть номинированным на Eisner Award. Журнал Paste в 2016 году включил комикс в список «40 лучших веб-комиксов», написав: «если бы все порно было таким же смешным, как Oglaf; этот комикс заставит вас смеяться до слёз». В статье для Comic Book Resources художник комиксов и писатель Тим Сили отметил, что Oglaf «с равным удовольствием отпускает как странные остроты на политические темы так и шутки ниже пояса. Он не только красиво написан, но и прекрасно проиллюстрирован, и отображает многообразие сексуальной жизни и фетишей, которые должны порадовать любого рода извращенцев».